# Dziura pod Oknem
Dziura pod Oknem – jaskinia w Dolinie Kościeliskiej w Tatrach Zachodnich. Ma dwa otwory wejściowe znajdujące się w Organach w ścianie Dziurawej Ściany, poniżej południowych otworów Okien Zbójnickich Niżnich, na wysokości 1215 i 1224 metrów n.p.m. Długość jaskini wynosi 33 metry, a jej deniwelacja 9 metrów.

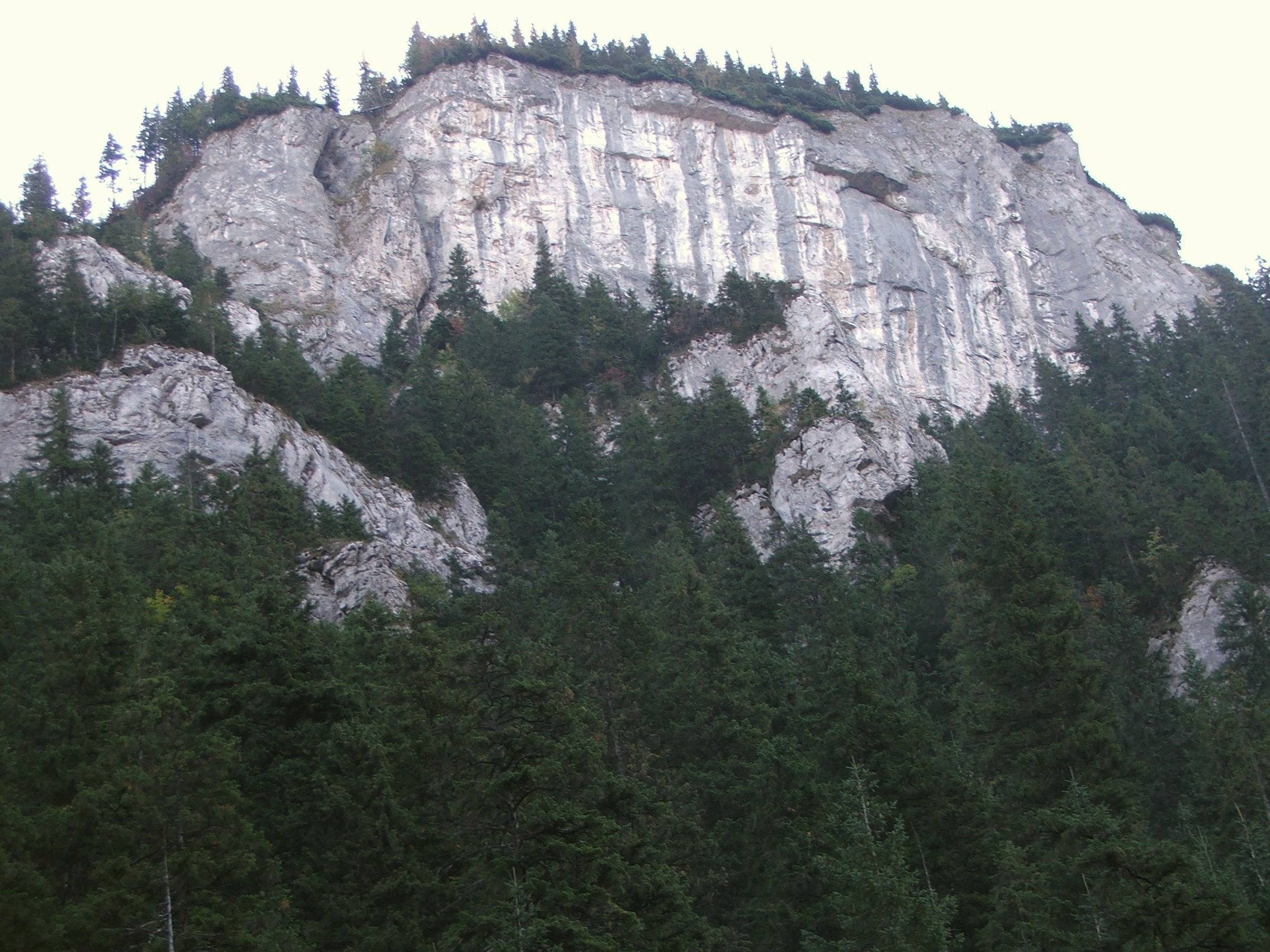
Organy w Dolinie Kościeliskiej

## Opis jaskini
Głównym otworem jest otwór dolny, od którego zaczyna się 9-metrowej długości, idący w górę, korytarz. Na jego końcu znajduje się szczelina prowadząca do kolejnego korytarza. Na lewo po 9 metrach jest on zamknięty namuliskiem, a na prawo dochodzi, po 7 metrach, do górnego otworu znajdującego się w pionowej ścianie.

## Przyroda
W jaskini występuje mleko wapienne i nacieki grzybkowe. Ściany są mokre.

## Historia odkryć
Jaskinia była znana od dawna. Wiosną 1934 roku Stefan Zwoliński przy współpracy Jerzego Zahorskiego wykonał jej plan i przekrój.